# Hercegovačko-neretvanska županija
Hercegovačko-neretvanska županija (boš. Hercegovačko-neretvanski kanton) sedma je od ukupno deset županija u Federaciji Bosne i Hercegovine. Županijsko središte je grad Mostar.
Županija je prema popisu stanovništva iz 2013. imala 222.278 stanovnika što je čini šestom najmnogoljudnijom županijom. S gustoćom stanovništva od 50,45 stanovnika/km2, Hercegovačko-neretvanska županija osma je najgušće naseljena županija. Ukupna površina županije iznosi 4401 km2, što čini 16,85 % površine Federacije BiH i 8,59 % teritorija Bosne i Hercegovine.

## Zemljopis
Hercegovačko-neretvanska županija nalazi se u južnom dijelu Bosne i Hercegovine i obuhvaća područje oko rijeke Neretve te u Neumu izlazi na more. Na sjeveru graniči s Županijom Središnja Bosna, na sjeveroistoku sa Sarajevskom županijom, na istoku s Republikom Srpskom, na jugozapadu s Republikom Hrvatskom, na zapadu sa Županijom Zapadnohercegovačkom i na sjeverozapadu s Hercegbosanskom županijom.
Prirodne i zemljopisne karakteristike ovog područja su raznolike, od plodnih, prostranih polja i nepreglednih pašnjaka, rijeka i jezera pa do stoljetnih listopadnih i zimzelenih šuma, i pružaju obilne mogućnosti za život i gospodarski razvitak temeljen na poljoprivrednoj proizvodnji, stočarstvu te drvnoj industriji. Na sjeveru županije prevladava umjereno kontinentalna, na planinama planinska, a na jugu mediteranska klima. Ekološki čista i netaknuta priroda, zemljopisni položaj te blizina i dobra prometna povezanost sa susjednom Republikom Hrvatskom, kojoj gospodarski i tradicionalno gravitira, bitni su čimbenici za gospodarski prosperitet ovog kraja.
Hercegovačko-neretvanska županija prostire se od Makljena i Ivan-sedla na sjeveru do Ivanjice kod Dubrovnika na jugu. Hercegovačko-neretvanska županiju odlikuje široko planinsko područje, nizina uz dolinu rijeke Neretve (po kojoj je županija dobila ime) i njene pritoke (Rama, Trebižat, Krupa i Bregava) te primorski pojas i Jadransko more kod Neuma.
Na području Hercegovačko-neretvanske županije postoje dva parka prirode: Park prirode Hutovo Blata u blizini Čapljine i Park prirode Bilidinje u blizini Jablanice i Posušja.

## Stanovništvo
Prema popisu stanovništva iz 2013. Hercegovačko-neretvanska županija imala je 222.007 stanovnika (šesta u FBiH), dok gustoća iznosi 50,45 stanovnika/km2, čime je nakon Bosansko-podrinjske i Hercegbosanske županije najrjeđe naseljena županija.
Godine 2016. godine udio osoba starijih od 65 godina u ukupnom broju stanovnika županije iznosio je 13,3 %, udio radnog kontingenta stanovništva 69 % i udio osoba između 0 – 14 godina 17,8 %.
Godine 2013. ukupan broj domaćinstava iznosio je 68.121, a prosječan broj članova u jednom domaćinstvu iznosio je 3,24. Najveći broj osoba živi u domaćinstvu s dva člana (14.958 ili 21,96 %), četiri člana (14.116 ili 20,72 %) i tri člana (13.109 ili 19,24 %).
|                      | 2013.            | 1991.            |
| Osoba                | 222 007 (100,0%) | 182 313 (100,0%) |
| Hrvati               | 118 297 (53,29%) | 85 340 (46,81%)  |
| Bošnjaci             | 92 005 (41,44%)  | 68 391 (37,51%)1 |
| Srbi                 | 6 432 (2,897%)   | 21 875 (12,00%)  |
| Nisu se izjasnili    | 1 764 (0,795%)   | –                |
| Ostali               | 915 (0,412%)     | 2 252 (1,235%)   |
| Bosanci i Hercegovci | 494 (0,223%)     | –                |
| Nepoznato            | 455 (0,205%)     | –                |
| Romi                 | 442 (0,199%)     | –                |
| Albanci              | 377 (0,170%)     | –                |
| Muslimani            | 357 (0,161%)     | –                |
| Bosanci              | 201 (0,091%)     | –                |
| Jugoslaveni          | 107 (0,048%)     | 4 455 (2,444%)   |
| Crnogorci            | 48 (0,022%)      | –                |
| Slovenci             | 46 (0,021%)      | –                |
| Makedonci            | 34 (0,015%)      | –                |
| Pravoslavci          | 17 (0,008%)      | –                |
| Turci                | 8 (0,004%)       | –                |
| Ukrajinci            | 8 (0,004%)       | –                |

1. 1 Modalitet Muslimani danas se označava kao modalitet Bošnjaci.

## Povijest
Prije rata u Bosni i Hercegovini, današnje općine Istočni Mostar i Berkovići bili su dio Mostara i Stoca, dok je Ivanica bila dio općine Trebinje.
Povijest današnje Hercegovačko-neretvanske županije počinje 18. ožujka 1994., potpisivanjem Washingtonskog sporazuma. Županija je stvorena 23. prosinca 1996. kao jedna od deset županija Federacije Bosne i Hercegovine.

## Upravna podjela
Sjedište županije je u Mostaru. 
Sastoji se iz sljedećih općina:
- Čapljina
- Čitluk
- Jablanica
- Konjic
- Mostar
- Neum
- Prozor-Rama
- Ravno
- Stolac

## Županijska uprava
Popis župana i predsjednika Vlade Hercegovačko-neretvanske županije.

### Župani
| Župan            | Od                  | Do                  | Stranka |
| Fatima Leho      | 1996.               | 1. prosinca 1997.   | SDA     |
| Željko Obradović | 1. prosinca 1997.   | 27. listopada 1999. | HDZ BiH |
| Hamo Masleša     | 27. listopada 1999. | 2000.               | SDA     |
| Rade Bošnjak     | 2000.               | veljača 2001.       | HDZ BiH |
| Šefkija Džiho    | veljača 2001.       | veljača 2002.       | SDA     |
| Dragan Vrankić   | veljača 2002.       | 6. listopada 2002.  | HDZ BiH |

Služba župana ukinuta je amandmanima na Ustav Federacije Bosne i Hercegovine, koje je 6. listopada 2002. nametnuo visoki predstavnik Lord Ashdown.

### Predsjednici Vlade HNŽ
| Župan          | Od                  | Do                  | Stranka  |
| Mijo Brajković | 1996.               | 1998.               | HDZ BiH  |
| Frano Ljubić   | 1998.               | 12. studenoga 1999. | HDZ BiH  |
| Josip Merdžo   | 12. studenoga 1999. | 2000.               | HDZ BiH  |
| Mirsad Šarić   | 2000.               | 2000.               | SDA      |
| Josip Merdžo   | 2000.               | 2001.               | HDZ BiH  |
| Miroslav Ćorić | 2001.               | 2002.               | HDZ BiH  |
| Omer Macić     | 2002.               | 16. lipnja 2003.    | SBiH     |
| Miroslav Ćorić | 16. lipnja 2003.    | 1. kolovoza 2007.   | HDZ BiH  |
| Srećko Boras   | 1. kolovoza 2007.   | 9. studenoga 2011.  | HDZ 1990 |
| Denis Lasić    | 9. studenoga 2011.  | 9. travnja 2015.    | HDZ BiH  |
| Stjepan Krasić | 9. travnja 2015.    | 23. rujna 2015.     | HDZ BiH  |
| Nevenko Herceg | 23. rujna 2015.     | 9. studenoga 2023.  | HDZ BiH  |
| Marija Buhač   | 9. studenoga 2023.  |                     | HDZ BiH  |

## Promet
Geoprometno gledajući Hercegovačko-neretvanska županija je raskrižje dva osovinska komunikacijska pravca - regionalnog, državnog, međudržavnog (BiH-RH) i europskog karaktera - što determinira sadašnju, ali određuje i buduću poziciju Hercegovine u ovom dijelu Europe. Oba pravca su podjednakog značenja, ali se onom osovine sjever - jug daje veći prioritet. Ta poveznica mora i kopna, dolinom Neretve, je završni dio vertikale europskih komunikacija iz poznatog Koridora V-c (Baltik-Adriatik). Druga osovina, Jonski pravac, slijedi obalu Jadranskoga mora i povezuje Europu preko Balkana s Bliskim istokom.
Cestovna mreža veže regiju sa susjednim državama Hrvatskom i Crnom Gorom i nadalje s ostatkom Europe. Mreža željeznice veže Mostar sa Sarajevom i s lukom Ploče na Jadranskoj obali u Hrvatskoj, koja je izgrađena posebno da služi potrebama Bosne i Hercegovine i koja predstavlja prirodni transportni ulaz i izlaz za državu, a i za regiju.
Jedina željeznička pruga u Hercegovini prolazi dolinom rijeke Neretve i svom dužinom je u Hercegovačko-neretvanskoj županiji. Napravljena je kao uskotračna pruga u vrijeme Austro-Ugarske krajem 19. i početkom 20. stoljeća. Moderniziranjem, završenim 1966. godine postala je prugom normalnog kolosijeka (europski standard) i elektrificirana svom dužinom do Sarajeva, preko kojega, kao i preko čvorišta u Doboju, ima spoj na europsku mrežu. Ovom prugom je preko Sarajeva moguće ostvariti veze sa zapadom (preko Zagreba) i istokom (preko Beograda).
Zračni promet u regiji funkcionira preko jedine regionalne zračne luke u Mostaru, koja se nalazi u južnoj mostarskoj kotlini, u naselju Ortiješ, samo 6 km od središta Mostara i 35 km od Međugorja. Zračna luka je registrirana za međunarodni zračni promet.

## Znamenitosti
- Stari most, Mostar
- Međugorje
- Park prirode Blidinje
- Hidroelektrana Rama

## Vanjske poveznice
- Hercegovačko-neretvanski kanton
- Procjena brojke stanovnika (30. lipnja 2007.)
- Hrvati Hercegovačko neretvanske županije